# Abu Dhabi (tiểu vương quốc)
Tiểu vương quốc Abu Dhabi (tiếng Ả Rập: إمارة أبوظبي Imārat Abū Ẓaby, phát âm [ʔabuː ˈðˤɑbi], nghĩa là "cha của linh dương gazelle"), là một trong bảy Tiểu vương quốc cấu thành nên Các Tiểu vương quốc Ả Rập Thống nhất (viết tắt theo tiếng Anh là UAE), giáp biên giới quốc tế với vùng Đông của Ả Rập Xê Út và các tỉnh Al Buraimi, Ad Dhahirah của Oman. Tiểu vương quốc có thủ đô Abu Dhabi của đất nước và cũng là tiểu vương quốc có diện tích lớn nhất (67.340 km²), và lớn thứ hai về dân số (sau Dubai), chiếm xấp xỉ 86% tổng diện tích toàn UAE. Phủ Tổng thống Các Tiểu vương quốc Ả Rập Thống nhất nằm tại thành phố Abu Dhabi, ngoài ra tiểu vương quốc còn có trụ sở của nhiều công ty dầu mỏ, đại sứ quán nước ngoài và nội các cấp quốc gia.
Các nguồn thu chủ yếu của tiểu vương quốc đến từ công nghiệp, xây dựng và dịch vụ tài chính góp phần vào nền kinh tế 187 tỷ đô la Mỹ của Abu Dhabi vào năm 2008. trong đó, thu nhập từ lĩnh vực công nghiệp chiếm 65,5%, lĩnh vực xây dựng là 11,5% và thương mại & tài chính đóng góp 23,6% còn lại.

## Lịch sử
Nhiều nơi tại Abu Dhabi đã có người định cư từ thiên niên kỷ thứ 3 TCN và lịch sử ban đầu của tiểu vương quốc gắn với các hoạt động chăn nuôi du mục và đánh bắt cá. Abu Dhabi hiện đại có nguồn gốc từ sự nổi lên của một liên minh bộ tộc quan trọng là Bani Yas, và cuối thế kỷ 18, cũng được cho là kiểm soát cả khu vực Dubai. Vào thế kỷ 19, Dubai và Abu Dhabi đã phân tách.
Vào giữa thế kỷ 20, kinh tế của AbuDhabi vẫn tiếp tục dựa chủ yếu vào chăn nuôi lạc đà, vào cây chà là và trồng rau các ốc đảo lục địa như Al Ain và Liwa, cùng với đánh cá và tìm kiếm ngọc trai ngoài khơi bờ biển thành phố Abu Dhabi, vốn chủ yếu diễn ra vào các tháng mùa hè. Hầu hết nhà cửa ở thành phố Abu Dhabi vào lúc đó được xây bằng lá cọ (barasti), còn các gia đình giàu có hơn sinh sống tại các ngôi nhà bằng gạch làm từ bùn. Sự tăng trưởng của ngành công nghiệp nuôi cấy ngọc trai vào nửa đầu thế kỷ 19 đã gây khó khăn cho cư dân của Abu Dhabi do đây là nguồn xuất khẩu lớn nhất của tiểu vương quốc khi đó.
Năm 1939, Sheikh Shakhbut Bin-Sultan Al Nahyan chấp nhận nhượng quyền dầu khí, và dầu đã được tìm ra lần đầu vào năm 1958. Đầu tiên, tiền từ dầu đã có ảnh hưởng, một vài tòa nhà bằng bê tông mọc lên, và con đường trải nhựa đầu tiên đã hoàn thành vào năm 1961, nhưng Sheikh Shakbut, không chắc chắn thuế khai mỏ có thể kéo dài được lâu dài nên có cách tiếp cận thận trọng, tiết kiệm ngân khố thay vì đầu tư phát triển. Em trai ông, Sheikh Zayed bin Sultan Al Nahyan, nhận tháy rằng sự giàu có về dầu có khả năng thay đổi Abu Dhabi. Gia tộc Al Nahyan đã quyết định rằng Sheikh Zayed nên thay thế anh trai Sheikh Shakhbut bin-Sultan Al Nahyan để trở thành người lãnh đạo và thực hiện việc phát triển tiểu vương quốc. Ngày 6/8/1966, với sự hỗ trợ của người Anh, Sheikh Zayed trở thành vị tiểu vương mới.
Với tuyên bố của Anh Quốc năm 1968 về việc sẽ rút khỏi vùng vịnh Ba Tư vào năm 1971, Sheikh Zayed trở thành động lực chính thúc đẩy sự hình thành của Các Tiểu vương quốc Ả Rập Thống nhất. Sau khi các tiểu vương quốc giành được độc lập năm 1971, sự giàu có về tài nguyên dầu lửa đã biến các ngôi nhà làm từ gạch bùn thành các ngân hàng, cửa hàng và các tòa nhà cao tầng hiện đại. Hiện nay, Abu Dhabi là một trong những nơi giàu có nhất trên thế giới trên đầu người.